# Väsen
Väsen is een Zweedse muziekgroep die instrumentale folkmuziek speelt. Het woord väsen betekent 'wezen', 'geest' of 'essentie'.

## Biografie
Olov Johansson (nyckelharpa) en Mikael Marin (altviool) maakten samen al muziek als tieners in de jaren 80 in Uppland. In 1989 ontmoetten zij Roger Tallroth (gitaar) tijdens een muziekfestival in het Noorse Røros, waar de drie muzikanten een spontane jamsessie speelden.
Muziekproducent Olle Paulsson was hierbij aanwezig, en een jaar later werd de eerste cd opgenomen. Deze stond nog op naam van Olov Johansson, de titel was Väsen. Door het publiek werd al gauw de band met de naam Väsen aangeduid. Tegen het gebruik van een gitaar in deze muziek bestond in het begin weerstand, omdat het geen traditioneel Zweeds muziekinstrument is.
In 1996 voegde André Ferrari (percussie) zich bij de band. Sinds 2002 doet hij echter niet mee aan tournees buiten Zweden omdat hij niet graag naar het buitenland reist.
De band heeft inmiddels meer dan 15 cd's uitgebracht. Ook waren ze gastmuzikanten op de cd String Tease van de Finse groep JPP. Verder spelen ze regelmatig samen met Mike Marshall (mandoline) en Darol Anger (viool) uit de Verenigde Staten.

## Discografie
- 1990: Väsen
- 1992: Vilda Väsen
- 1994: Essence
- 1995: Levande Väsen (Väsen Live)
- 1996: Spirit
- 1997: Världens Väsen (Whirled)
- 1998: Gront
- 2001: Live at the Nordic Roots Festival
- 2003: Trio
- 2004: Keyed Up
- 2005: Live in Japan
- 2007: Linnaeus Väsen
- 2007: Mike Marshall and Darol Anger with Väsen
- 2009: Väsen Street
- 2013: Mindset